# Galaxie naine irrégulière

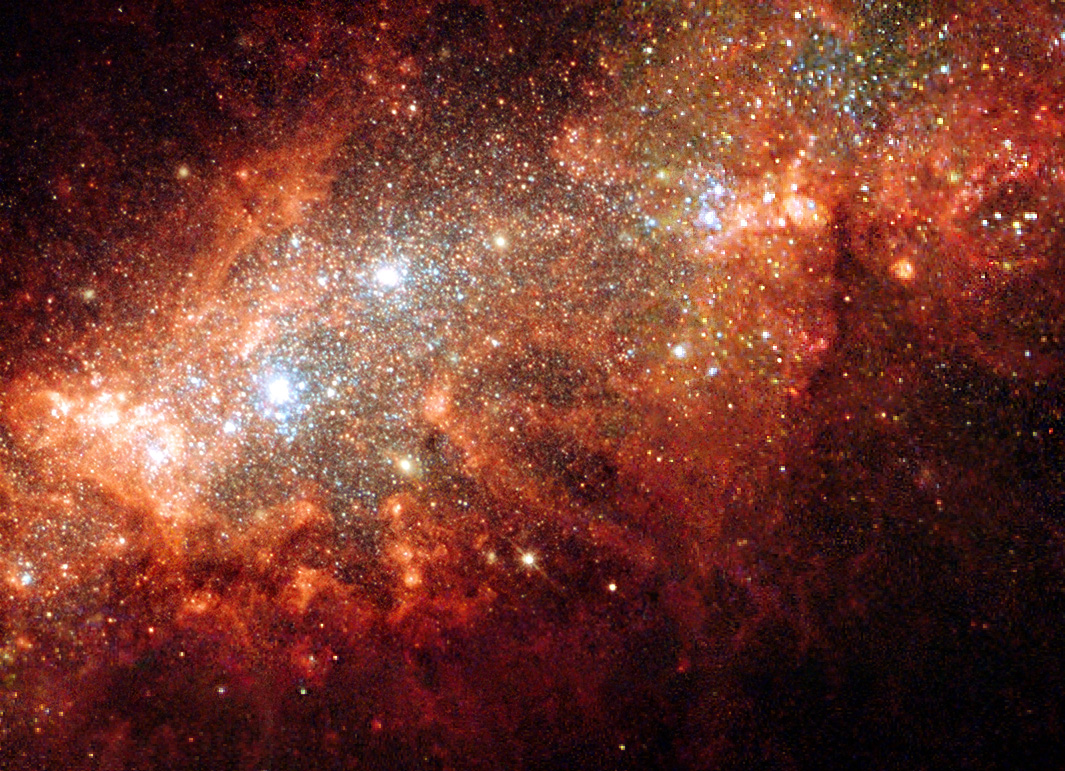
La galaxie naine irrégulière NGC 1569.

Une galaxie naine irrégulière est un type irrégulier de galaxie naine.  Les galaxies naines irrégulières ont à la fois un faible diamètre (moins de 5 kpc), un faible nombre d'étoiles (dix fois moins qu'une galaxie standard), et ne montrent aucune structure régulière ou discernable.
Elles sont très communes, en particulier en tant que galaxies satellites. 
La classe des naines irrégulières pourrait représenter en nombre presque 50 % de la population totale des galaxies.
Les galaxies naines bleues compactes sont aussi classées parmi les galaxies naines irrégulières. Elles sont supposées être apparues très tôt dans l'univers, et avoir hébergé quelques-unes des premières étoiles, avant de fusionner pour former les premières galaxies.

## Exemples
- Galaxie naine irrégulière du Sagittaire appelée aussi SagDIG[6].
- NGC 1569
- DDO 216
- Galaxie naine des Poissons
- Galaxie naine du Verseau